# Perez Hirschbein

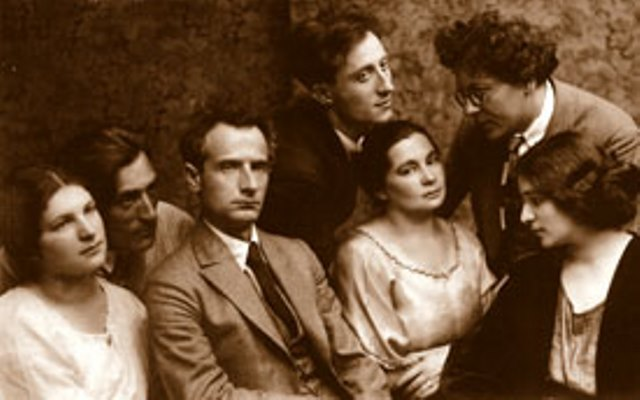
Esther und Perez Hirschbein (erste und dritter von links)

Perez Hirschbein (* 7. November 1880 in Kleszczele, Gouvernement Grodno, Russisches Kaiserreich; † 16. August 1948 in Los Angeles) war ein jiddischer Dramatiker und Dichter, der insbesondere durch seine symbolistisch-mystischen Dramen in Erinnerung geblieben ist, die auf allen wichtigen jüdischen Bühnen der Welt erfolgreich aufgeführt wurden.

## Leben
Perez Hirschbein wurde als Sohn eines armen Müllers geboren und wuchs in der Abgeschiedenheit seines Geburtsstädtchens auf. Bis zu seinem 20. Lebensjahr lernte er Hebräisch und den Talmud, ging dann nach Wilna, schloss sich der poale-zionistischen Bewegung an und veröffentlichte Lieder und Aufsätze in hebräischen Zeitschriften.
Im Jahr 1905 veröffentlichte er in der Wilnaer Zeitschrift Ha-zeman sein erstes realistisches Drama in hebräischer Sprache: Mirjam, das 1906 auch in Jiddisch herauskam. In der Folge änderte sich sein Stil und auch die bevorzugte Sprache: Ab diesem Zeitpunkt schrieb er eine Vielzahl symbolistischer Dramen, meist in jiddischer Sprache, was ihm den Beinamen jüdischer Maeterlinck einbrachte. Seit dem Jahr 1904 waren jiddische Aufführungen in Russland wieder erlaubt, die aus verschiedenen Gründen 1883 verboten worden waren.
Um einen Beitrag zur Hebung der jüdischen Bühne zu leisten, organisierte er seit Anfang 1908 in Odessa eine Schauspieltruppe, die neben seinen eigenen die Stücke von Asch, Pinski, Gordin und Scholem Alechem zur Aufführung brachte, allerdings bereits im Jahr 1910 während einer Tournee durch Polen und Russland – vor allem aufgrund materieller Probleme, der literarische Anspruch war für das breite Publikum zu hoch – wieder auseinanderbrach.
Einige Zeit später verfasste er sein bühnenwirksames Volksstück Die puste Kretschme, das mehrfach erfolgreich aufgeführt und zu einem wichtigen Repertoirestück der berühmten Wilnaer Truppe wurde, die sich 1916 unter deutscher Besatzung formiert hatte.
Ende 1911 wanderte Perez Hirschbein nach Amerika aus und versuchte sich zunächst als Farmer in den New Yorker Catskills wie einige Zeit später in Argentinien. In den Vereinigten Staaten wurden seine Dramen – von eher privaten Zirkeln abgesehen – allerdings erst ab 1918 aufgeführt (Maurice Schwartz’ Jiddisches Kunsttheater), hatten dann aber durchschlagenden Erfolg.
Perez Hirschbein schrieb auch Kindererzählungen und Reiseberichte, die er auf seinen vielen Wanderungen durch Amerika, Kanada, Argentinien, Brasilien, Afrika, Europa, Australien und Neuseeland verfasste.
Er war verheiratet mit der Dichterin Esther Schumjatscher, die ihn auch auf seinen jahrelangen Weltreisen begleitete.

## Werke (Auswahl)

### Veröffentlichung oder Entstehungszeit bekannt
- Mirjam, 1905 (realistisches Drama; hebräisch)
- Af jener sajt tajch, 1906 („Jenseits des Flusses“, Drama)
- Di erd, 1907 (Drama)
- Der tkieß kaf, 1907 („Kontrakt“, Drama)
- Afn schejdweg, 1907 (Drama; erschienen im Sammelband Vun Weg zu Weg, Warschau 1911)
- Di goldene kejt, 1908
- Bam breg („Am Ufer“, Drama; erschienen im Sammelband Vun Weg zu Weg, Warschau 1911)
- Der letßter (Drama; erschienen im Sammelband Vun Weg zu Weg, Warschau 1911)
- Di pußte kretschme, 1912 (Drama)[2]
- A farworfen winkel, 1912 (Komödie; erneut geht es um das Thema der freien Partnerwahl)
- Di grine felder, 1916 (Drama)
- Dem Schmids techter, ca. 1918 (Drama)
- Di newele, ca. 1924 (Drama)
- Iber Amerike, ca. 1925[3]
- Fun wajte lender, ca. 1925[3]
- Arum der welt, 1927 (weitere Reiseschilderungen)
- Erez Jißroel, 1929 (Reiseschilderung)
- Majne kinderjorn, 1934
- Der erster melech in Jißroel, 1934[4]
- Rojte felder, 1935 (Roman)[5]

### Ohne Jahr bzw. nicht ermittelt
- A lebn far a lebn (Drama)
- Ba dem brejtn weg (Drama)
- Dämmerung (Drama)
- Das Kind der Welt (Drama)
- Der Intelegent (Drama)
- Ejnsame weltn (Drama)
- Joel (Drama)
- Kworemblumen (Drama)
- Majßelech (Kindergeschichten)
- Schedem wejßn eß (Drama)
- Farn morgnschtern (Erzählung)
- Fun majn album (Gedichte in Prosa)
- Wajte un noente (Drama)
- Wanderer-trojmen (Gedichte in Prosa)
- Wi doß lebn fargejt (Drama)
- In der finßter (Drama)
- Zwischn tog un nacht (Drama)

### Übersetzungen
- Leo Tolstoi, Ausgewählte Schriften, Wilna 1912 (jiddisch)

### Gesamt- und Sammelausgaben
- Gesammelte Werke, fünf Bände, 1916[6]
- Dramot, Warschau 1922 (ausgewählte Dramen, ins Hebräische übersetzt durch Hirschbein selbst)
- Windmühlen, Sammlung seiner später Dramen, ohne Jahr[7]